# Коронавірусна хвороба 2019 у Бурунді
Коронаві́русна хворо́ба 2019 у Бурунді́ — розповсюдження пандемії коронавірусу територією Бурунді.
Перші два випадки коронавірусної хвороби було виявлено на території Брунді 31 березня 2020 року.
Станом на 7 квітня 2020 року у країні виявлено 3 людей хворих на COVID-19.

## Хронологія
1 квітня 2020 року міністр охорони здоров'я Бурунді Таде Ндікумана заявив, що 31 березня результати тестів на коронавірус двох громадян віком 56 і 42 роки, виявилися позитивними, напередодні вони повернулися з подорожей до Руанди та Дубая.
2 квітня було підтверджено ще один випадок хвороби, інфікованою виявилася 26-річна жінка.